# 费萨尔·法耶兹
费萨尔·法耶兹（阿拉伯语：‎，羅馬化：Faisal al-Fayez，1952年—），前约旦首相。
1978年，法耶兹在英国卡迪夫大学获政治学学位。1981年，在美国波士顿大学获国际关系学硕士学位。1979年至1983年，担任约旦驻布鲁塞尔使馆外交官。2003年10月25日至2005年4月6日任约旦首相。其任内对政治改革不甚积极，民众自由受限制，因而引发不满而辞职。